# Кётсенг
Кётсе́нг (фр. Koetzingue [kœtsɛ̃g]) — коммуна на северо-востоке Франции в регионе Гранд-Эст (бывший Эльзас — Шампань — Арденны — Лотарингия), департамент Верхний Рейн, округ Мюлуз, кантон Брёнстат. До марта 2015 года коммуна административно входила в состав упразднённого кантона Сирентс (округ Мюлуз).
Площадь коммуны — 5,14 км², население — 545 человек (2006) с тенденцией к росту: 587 человек (2012), плотность населения — 114,2 чел/км².

## Население
Численность населения коммуны в 2011 году составляла 578 человек, а в 2012 году — 587 человек.
| 1962 | 1968 | 1975 | 1982 | 1990 | 1999 | 2006 | 2007 | 2011 | 2012 |
| ---- | ---- | ---- | ---- | ---- | ---- | ---- | ---- | ---- | ---- |
| 259  | 251  | 295  | 388  | 422  | 491  | 545  | 553  | 578  | 587  |

Динамика населения:

## Экономика
В 2010 году из 396 человек трудоспособного возраста (от 15 до 64 лет) 297 были экономически активными, 99 — неактивными (показатель активности 75,0 %, в 1999 году — 71,7 %). Из 297 активных трудоспособных жителей работали 277 человек (142 мужчины и 135 женщин), 20 числились безработными (8 мужчин и 12 женщин). Среди 99 трудоспособных неактивных граждан 38 были учениками либо студентами, 33 — пенсионерами, а ещё 28 — были неактивны в силу других причин.
На протяжении 2011 года в коммуне числилось 221 облагаемое налогом домохозяйство, в котором проживало 576,5 человек. При этом медиана доходов составила 28544 евро на одного налогоплательщика.

## Достопримечательности (фотогалерея)

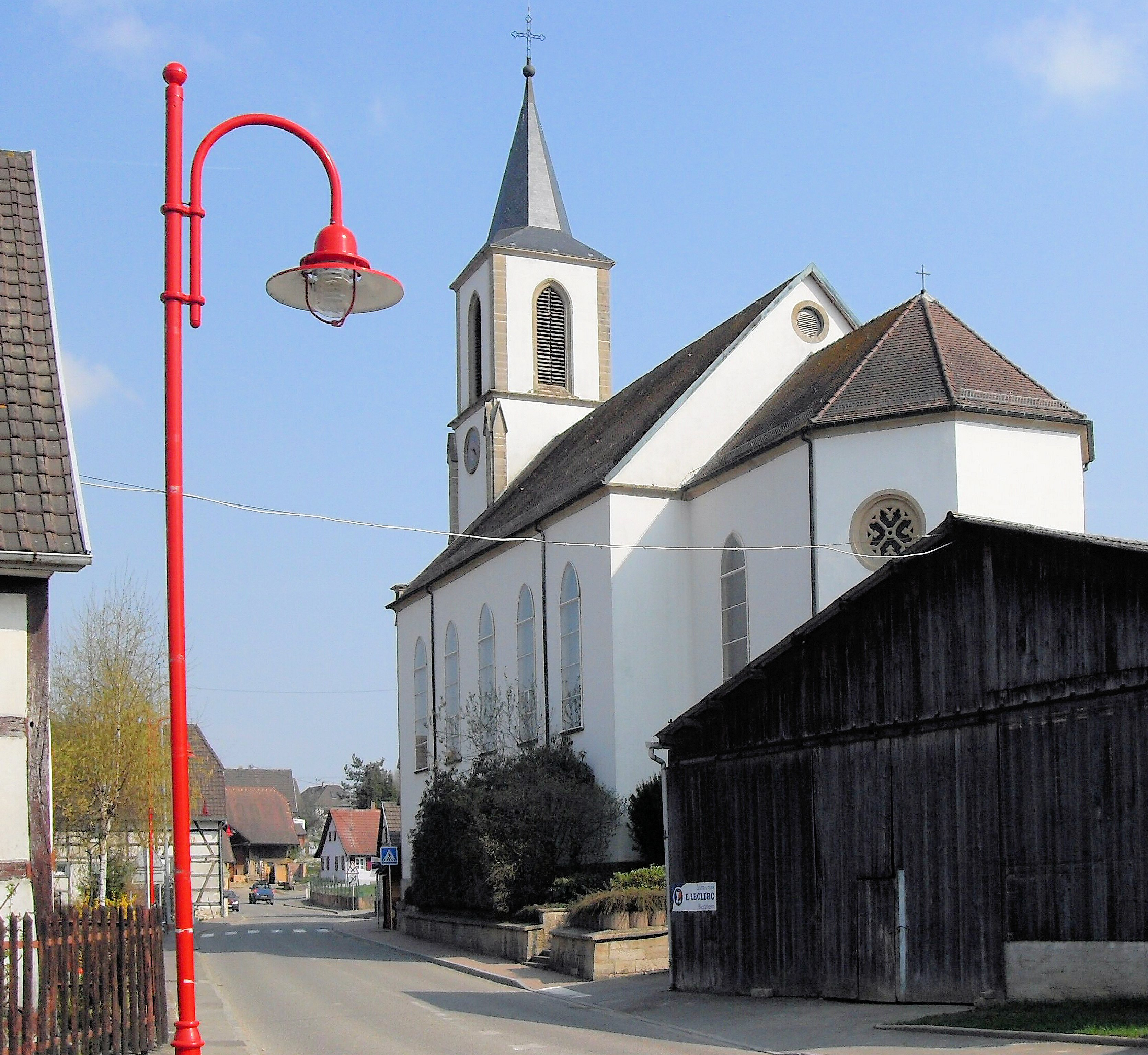
Церковь